# Costasiella kuroshimae
Costasiella kuroshimae (лат.) — вид морских слизней. Это морские заднежаберные брюхоногие моллюски без раковины из семейства Costasiellidae. Несмотря на то, что они являются животными, они косвенно осуществляют фотосинтез посредством клептопластии.

## Описание
Costasiella kuroshimae, обнаруженный в 1993 году у берегов японского острова Куросима, был найден в водах вблизи Японии, Филиппин и Индонезии. Морские слизни обитают в тропическом климате. Больше всего этот моллюск распространен у берегов Куросимы, Такэтоми, Окинавы, Рюкю.
У них два маленьких тёмных глаза и два щупальца, которые торчат из верхней части головы и похожи на овечьи уши или усики (антенны) насекомых. Их размер варьируется от 5 до 10 мм в длину.
Моллюски этого вида способны к физиологическому процессу, называемому клептопластией, при котором они сохраняют хлоропласты водорослей, которыми питаются. Поглощение хлоропластов водорослей позволяет им косвенно осуществлять фотосинтез.
Морской слизень питается видами водорослей из рода Avrainvillea, из которых он извлекает хлоропласты и перемещает их в свои клетки, сохраняя их для краткосрочного фотосинтеза. Даже при отсутствии активного фотосинтеза хлоропласты служат хранилищем питательных веществ, которое помогает слизню выживать без пищи в течение длительного периода времени. Это указывает на своеобразную адаптацию C. kuroshimae среди нефотосинтезирующих морских животных.

## Галерея

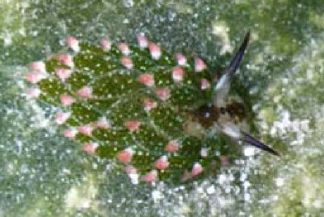
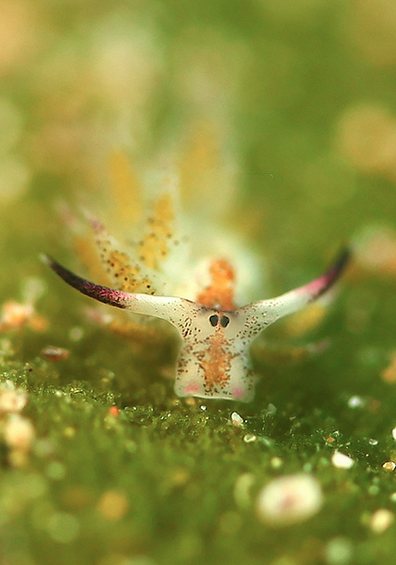
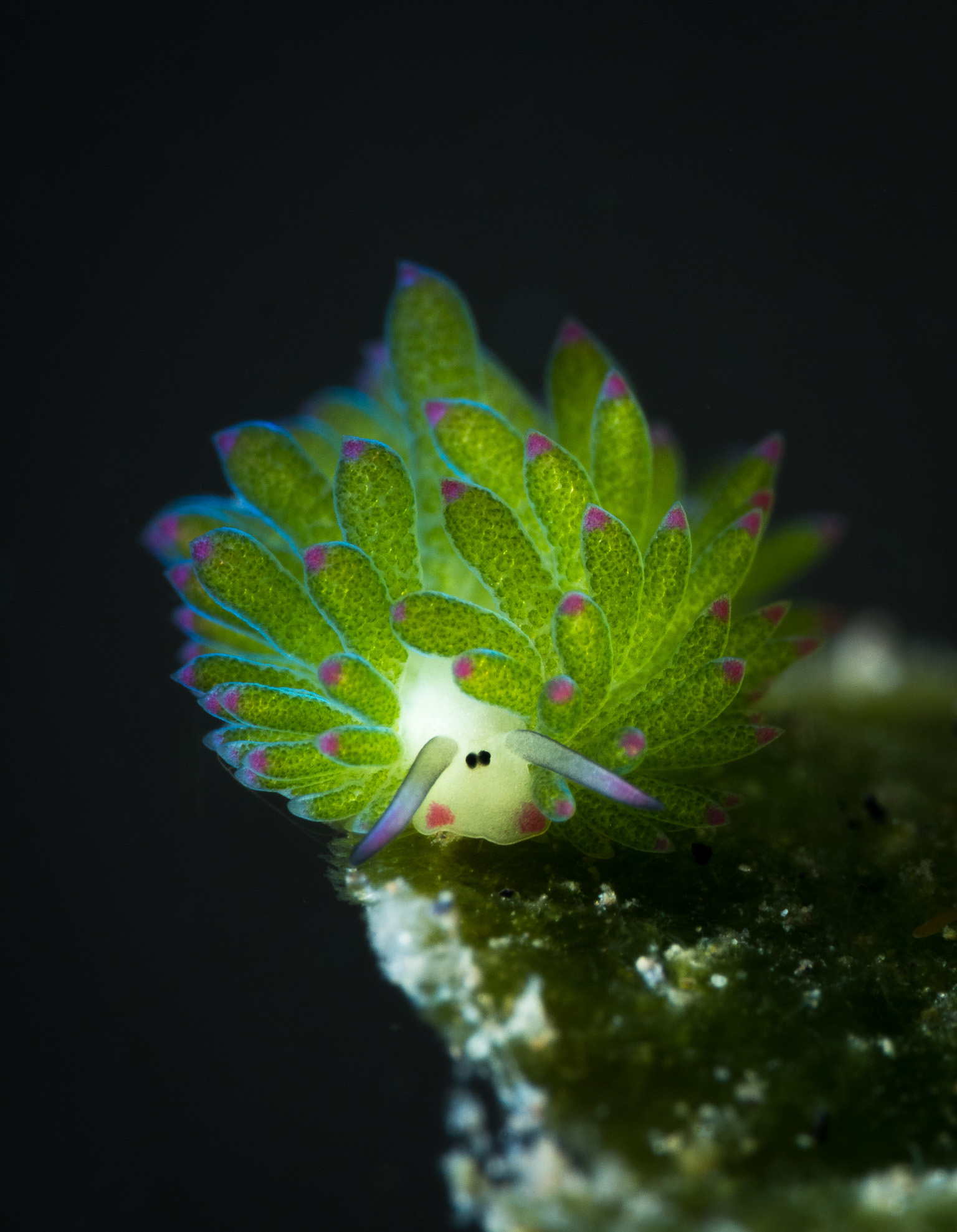
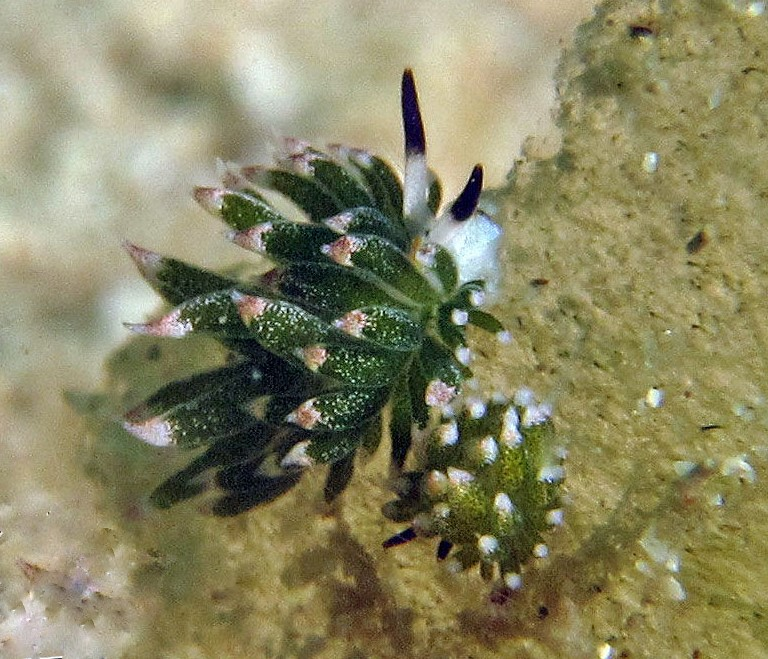
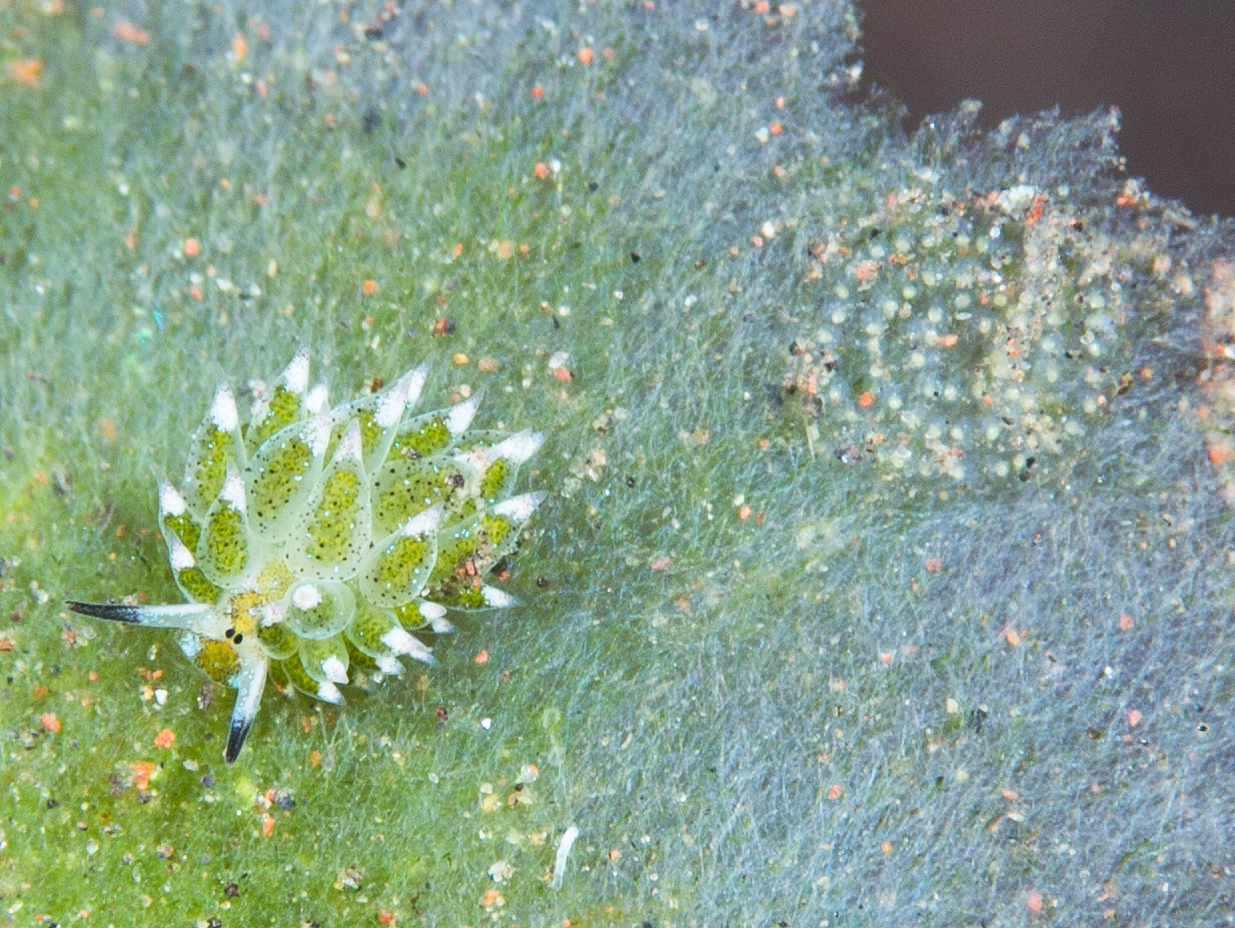